# Clasificación para el Campeonato Femenino Sub-19 de la Concacaf de 2004
En el proceso de clasificación para el Campeonato Femenino Sub-19 de la Concacaf de 2004 compitieron 19 selecciones por los 5 cupos disponibles. Con las tres plazas destinadas a Canadá, México y Estados Unidos, fueron 8 participantes los que disputaron la competencia final del torneo.

## Equipos clasificados
- Canadá
- Costa Rica
- Estados Unidos
- Jamaica
- México
- Panamá
- República Dominicana
- Trinidad y Tobago

## Eliminatorias

### Centroamérica

#### Grupo A
| Equipo      | Pts       | PJ        | PG        | PE        | PP        | GF        | GC        | Dif       |
| ----------- | --------- | --------- | --------- | --------- | --------- | --------- | --------- | --------- |
| Costa Rica  | 9         | 3         | 3         | 0         | 0         | 24        | 3         | 21        |
| Panamá      | 6         | 3         | 2         | 0         | 1         | 16        | 6         | +10       |
| El Salvador | 3         | 3         | 1         | 0         | 2         | 3         | 12        | -9        |
| Nicaragua   | 0         | 3         | 0         | 0         | 3         | 3         | 25        | -22       |
| Honduras    | Se retiró | Se retiró | Se retiró | Se retiró | Se retiró | Se retiró | Se retiró | Se retiró |

| 24 de marzo de 2004 | El Salvador | 0:6 (0:3) | Costa Rica                                                                                          |               |               |
|                     |             |           | - 7' A. Esquivel - 27' S. Cruz - 31' K. Villalobo - 47' A. Wilson - 49' D. Serruth - 81' C. Guardia | Árbitra: [[]] | Árbitra: [[]] |

| 24 de marzo de 2004 | Panamá                                                                                                 | 9:1 (5:0) | Nicaragua         |               |               |
|                     | - A. De Mera 10', 12', 41', 75', 83' - L. Davis 25' - S. Ortega 42' - ??? 74' (a.g) - J. Rodríguez 80' |           | - 51' J. Conteras | Árbitra: [[]] | Árbitra: [[]] |

| 26 de marzo de 2004 | Nicaragua | 0:13 (0:8) | Costa Rica |               |               |
|                     |           |            | - 6', 15', 49' (pen.), 51' S. Cruz - 8', 13', 21', 44' K. Villalobos - 30', 41' C. Guardia - 79', 84' A. Wilson - 75' M. Salazar | Árbitra: [[]] | Árbitra: [[]] |

| 26 de marzo de 2004 | Panamá                                                  | 4:0 (2:0) | El Salvador |               |               |
|                     | - K. Barahona 11' - S. Ortega 21' - A. De Mera 46', 83' |           |             | Árbitra: [[]] | Árbitra: [[]] |

| 28 de marzo de 2004 | El Salvador                                   | 3:2 (2:1) | Nicaragua           |               |               |
|                     | - P. Campos Herrera 40' - P. Ramírez 43', 90' |           | - 12', 80' M. Rojas | Árbitra: [[]] | Árbitra: [[]] |

| 28 de marzo de 2004 | Panamá                    | 3:5 (3:3) | Costa Rica                                                   |               |               |
|                     | - A. De Mera 7', 12', 29' |           | - 19', 20', 78' C. Guardia - 38' K. Villalobos - 81' S. Cruz | Árbitra: [[]] | Árbitra: [[]] |

### Caribe

#### Primera Fase
| Equipo 1                  | Agr.   | Equipo 2                             | Ida   | Vuelta |
| ------------------------- | ------ | ------------------------------------ | ----- | ------ |
| Anguila                   | 10 – 1 | Santa Lucía                          | 4 – 0 | 6 – 1  |
| Islas Vírgenes Británicas | 0 – 13 | Islas Vírgenes de los Estados Unidos | 0 – 4 | 0 – 9  |

| 15 de enero de 2004 | Anguila                                           | 4:0 | Santa Lucía |               |               |
|                     | - V. Bradley - C. Richardson - D. Niles - J. Lake |     |             | Árbitra: [[]] | Árbitra: [[]] |

| 22 de enero de 2004 | Santa Lucía      | 1:6 (0:2) (Global 1:10) | Anguila                                                                                |               |               |
|                     | - E. Marquiz 67' |                         | - 8' (a.g.) ??? - 44', 65' D. Niles - 49' (a.g.) ??? - 54' M. Anderson - 85' S. Browne | Árbitra: [[]] | Árbitra: [[]] |

| 15 de enero de 2004 | Islas Vírgenes Británicas | 0:4 (0:2) | Islas Vírgenes de los Estados Unidos               |               |               |
|                     |                           |           | - 28' J. Copeman - 34', 57' (pen.), 85' K. Gravina | Árbitra: [[]] | Árbitra: [[]] |

| 22 de enero de 2004 | Islas Vírgenes de los Estados Unidos                                                                      | 9:0 (4:0) (Global 13:0) | Islas Vírgenes Británicas |               |               |
|                     | - V. Traham 8' - J. Copeman 23', 89' - A. Rames 32' - B. Boxil 44' - Subnaik 66' - K. Gravina - M. Taylor |                         |                           | Árbitra: [[]] | Árbitra: [[]] |

#### Segunda Fase
| Equipo 1             | Agr.   | Equipo 2                             | Ida   | Vuelta |
| -------------------- | ------ | ------------------------------------ | ----- | ------ |
| Anguila              | 0 – 17 | Trinidad y Tobago                    | 0 – 5 | 0 – 12 |
| Puerto Rico          | 9 – 0  | San Vicente y las Granadinas         | 4 – 0 | 5 – 0  |
| Islas Caimán         | 0 – 14 | Jamaica                              | 0 – 9 | 0 – 5  |
| Surinam              | 10 – 1 | Dominica                             | 4 – 0 | 6 – 1  |
| Haití                | w/o    | Bahamas                              | –     | –      |
| República Dominicana | 5 – 2  | Islas Vírgenes de los Estados Unidos | 3 – 2 | 2 – 0  |

| 8 de febrero de 2004 | Anguila | 0:5 | Trinidad y Tobago |               |  |
|                      |         |     |                   | Árbitra: [[]] |  |

| 15 de febrero de 2004 | Trinidad y Tobago | 12:0 (7:0) (Global 17:0) | Anguila |               |               |
|                       | - A. Douglas 6', 15', 87' - M. Attin-Johnson 12', 20', 34' - D. Mascall 27' - J. Mathlin 36' - ??? 54' (a.g.) - S. Charles 78' - ??? 85' - A. Russell 89' |                          |         | Árbitra: [[]] | Árbitra: [[]] |

| 8 de febrero de 2004 | Puerto Rico | 4:0 | San Vicente y las Granadinas |               |  |
|                      |             |     |                              | Árbitra: [[]] |  |

| 22 de febrero de 2004 | San Vicente y las Granadinas | 0:5 (Global 0:9) | Puerto Rico |               |  |
|                       |                              |                  |             | Árbitra: [[]] |  |

| 13 de febrero de 2004 | Islas Caimán | 0:9 (0:4) | Jamaica                                                                                            |               |               |
|                       |              |           | - 14' T. Vincent - 25', 38', 44', 58', 71' V. Reid - 67' (a.g.) ??? - 84' O. Davis - 87' S. Marrow | Árbitra: [[]] | Árbitra: [[]] |

| 15 de febrero de 2004 | Jamaica                                                               | 5:0 (2:0) (Global 14:0) | Islas Caimán |               |               |
|                       | - T. Vincent 18' - O. Davis 34' - S. Marrow 53', 63' - ??? 56' (a.g.) |                         |              | Árbitra: [[]] | Árbitra: [[]] |

| 13 de febrero de 2004 | Surinam                                 | 4:0 (3:0) | Dominica |               |               |
|                       | - M. Sakrama 1', 45' - A. Smit 25', 87' |           |          | Árbitra: [[]] | Árbitra: [[]] |

| 15 de febrero de 2004 | Dominica         | 1:6 (1:2) (Global 1:10) | Surinam                                                                |               |               |
|                       | - C. Frampton 1' |                         | - 15' L. Dompig - 27', 47', 68' A. Smit - 85' D. Rolder - 89' E. Wisch | Árbitra: [[]] | Árbitra: [[]] |

| 18 de febrero de 2004 | Haití | w/o | Bahamas |               |  |
|                       |       |     |         | Árbitra: [[]] |  |

| 21 de febrero de 2004 | Bahamas | w/o | Haití |               |  |
|                       |         |     |       | Árbitra: [[]] |  |

| 29 de febrero de 2004 | República Dominicana                                                           | 3:2 | Islas Vírgenes de los Estados Unidos |               |               |
|                       | - Y. Osana Valerio 16' - Y. Cepeda Fernandez 36' - C. Henriquez Valenzuela 88' |     | - 75' ??? - 90' (pen.) C. Megahy     | Árbitra: [[]] | Árbitra: [[]] |

| 7 de marzo de 2004 | Islas Vírgenes de los Estados Unidos | 0:2 (Global 2:5) | República Dominicana |               |  |
|                    |                                      |                  |                      | Árbitra: [[]] |  |

#### Tercera Fase
| Equipo 1          | Agr.   | Equipo 2             | Ida    | Vuelta |
| ----------------- | ------ | -------------------- | ------ | ------ |
| Trinidad y Tobago | 7 – 1  | Surinam              | 2 – 1  | 5 – 0  |
| Jamaica           | 17 – 0 | Puerto Rico          | 11 – 0 | 6 – 0  |
| Bahamas           | 1 – 2  | República Dominicana | 1 – 1  | 0 – 1  |

| 13 de marzo de 2004 | Trinidad y Tobago | 2:1 | Surinam |               |  |
|                     |                   |     |         | Árbitra: [[]] |  |

| 21 de marzo de 2004 | Surinam | 0:5 (0:3) (Global 1:7) | Trinidad y Tobago                                                  |               |               |
|                     |         |                        | - 13', 27' M. Attin-Johnson - 35' D. Mascall - 58', 68' A. Douglas | Árbitra: [[]] | Árbitra: [[]] |

| 21 de marzo de 2004 | Jamaica | 11:0 (5:0) | Puerto Rico |               |               |
|                     | - T. Vincent 19', 21' - V. Reid 23', 34', 37', 46', 70', 83' - J. McGregori 65' - P. Soman 73' - S. Marrow 81' |            |             | Árbitra: [[]] | Árbitra: [[]] |

| 28 de marzo de 2004 | Puerto Rico | 0:6 (0:4) (Global 0:17) | Jamaica                                                                              |               |               |
|                     |             |                         | - 10' T. Vincent - 21' C. Chambers - 31', 34' V. Reid - 66' S. Duncan - 72' R. Bryan | Árbitra: [[]] | Árbitra: [[]] |

| 26 de marzo de 2004 | Bahamas          | 1:1 (1:1) | República Dominicana  |               |               |
|                     | - G. Dorsett 88' |           | - 82' A. Brenda Frías | Árbitra: [[]] | Árbitra: [[]] |

| 28 de marzo de 2004 | República Dominicana  | 1:0 (0:0) (Global 2:1) | Bahamas |               |               |
|                     | - A. Brenda Frías 61' |                        |         | Árbitra: [[]] | Árbitra: [[]] |